# Ternuay-Melay-et-Saint-Hilaire
Ternuay-Melay-et-Saint-Hilaire är en kommun i departementet Haute-Saône i regionen Bourgogne-Franche-Comté i östra Frankrike. Kommunen ligger i kantonen Mélisey som tillhör arrondissementet Lure. År 2022 hade Ternuay-Melay-et-Saint-Hilaire 445 invånare.

## Befolkningsutveckling
Antalet invånare i kommunen Ternuay-Melay-et-Saint-Hilaire
| Referens: INSEE |